# Сладкая, как мёд
«Сла́дкая, как мёд», или «Това́рищи. Почти́ исто́рия любви́» (иер. трад. 甜蜜蜜, кант.-рус.: Тхим мат мат) — гонконгская романтическая драма режиссёра Питера Чана, премьера которого состоялась 2 ноября 1996 года.

## Сюжет
Фильм повествует об отношениях, у которых на протяжении 10 лет возникают различные жизненные ситуации и преграды. Одиночество жизни в большом городе приносит молодым людям бурный роман, но из-за разности взглядов на жизнь они расходятся. Судьба время от времени сводит их вновь и вновь, чтобы они смогли понять, кем являются друг другу.

## Актёрский состав
- Леон Лай[англ.] — Лай Сиукуань
- Мэгги Чун — Лэй Кхиу
- Кристи Ян[англ.] — Фон Сиутхин
- Кристофер Дойл — Джереми
- Джо Чён[англ.] — Янь
- Айрин Чю[англ.] — Роузи
- Тин Ю[кит.] — Джордж

## Релиз
Сборы от проката фильма в Гонконге составили HK$ 15 557 580. Фильм был показан на Гонконгском кинофестивале в 2012 году и на Венецианском в 2013 году.

## Награды
- С 1997 по 2013 годы фильм являлся обладателем наибольшего количества наград Гонконгской кинопремии, выиграв на её 16-й церемонии награждения 9 категорий, включая «лучший фильм», «лучшую режиссуру», «лучший сценарий», «лучшую женскую роль» (Мэгги Чун), «лучшую мужскую роль второго плана» (Эрик Цан), «лучшую работу кинооператора», «лучшую работу художника-постановщика» (Хай Чунмань), «лучшую работу гримёра и костюмера» (Нг Лэйлоу), лучшую музыку к фильму (Чиу Чанхэй[3]).
- В 1997 году «Сладкая, как мёд» также стал обладателем кинопремии «Золотая лошадь» в категориях «лучший фильм» и «лучшая женская роль» (Мэгги Чун).